# 赫拉斯特

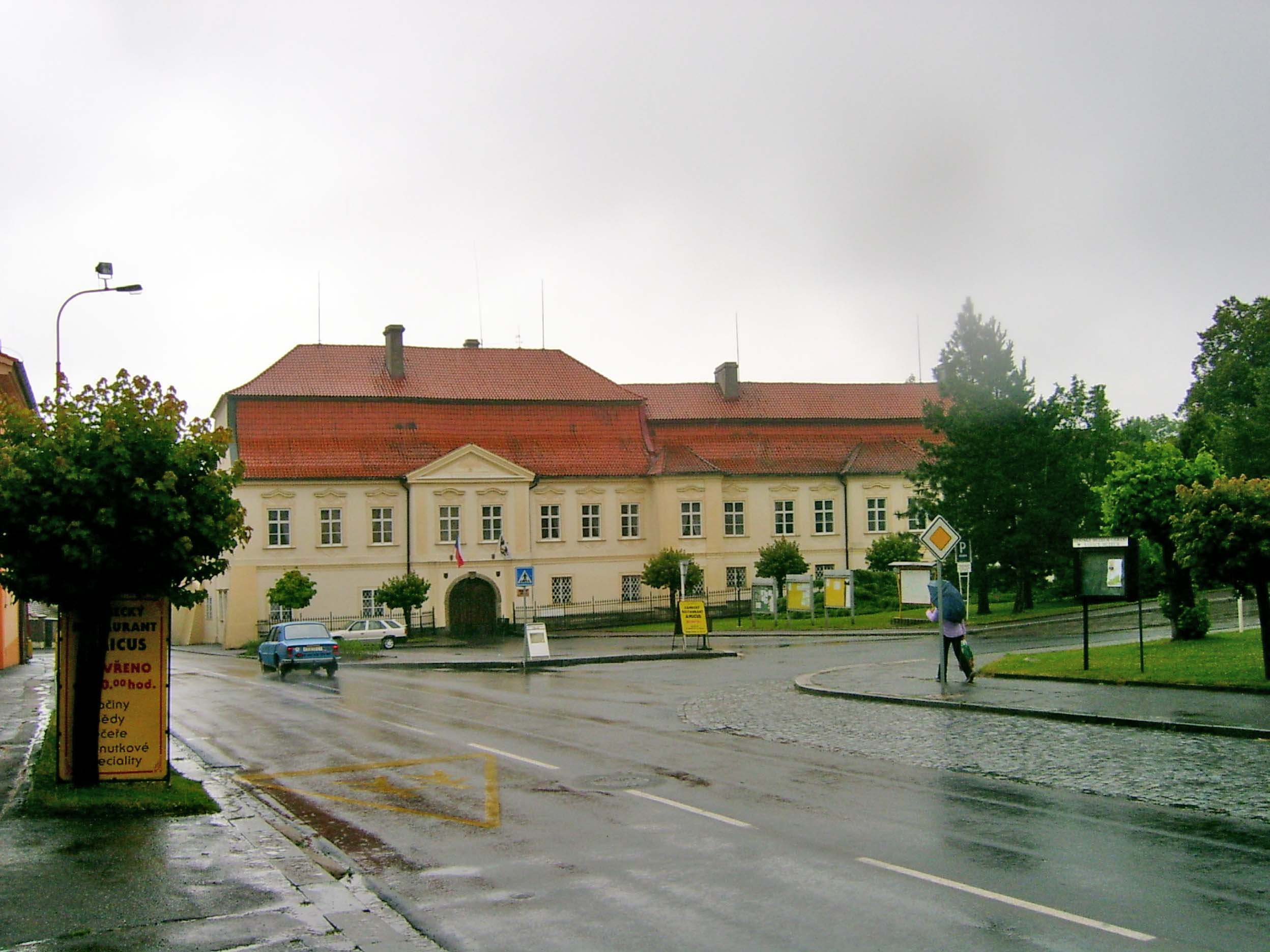

赫拉斯特是捷克的城鎮，位於該國中部，距離赫魯迪姆約12公里，由帕爾杜比采州負責管轄，面積17.83平方公里，海拔高度285米，2014年人口3,143。

## 外部連結
- Municipal website （页面存档备份，存于） (cz)